# Челлендж-лига 2021/2022
Челлендж-лига 2021/2022 — 19-й сезон Челлендж-лиги, второго дивизиона чемпионата Швейцарии по футболу. В розыгрыше принимали участие 10 команд. Сезон стартовал 23 июля 2021 года матчем между «Стад Лозанной Уши» и «Винтертуром», который завершился со счётом 1:1 и закончился 21 мая 2022. По итогам прошлого сезона лигу покинули «Грассхоппер», вышедший в Суперлигу и «Кьяссо», вылетевший в Промоушен-лигу. Лигу пополнили «Вадуц», вылетевший из Суперлиги и «Ивердон-Спорт» вышедший из Промоушен-лиги.

## Команды
Всего в лиге участвуют 9 команд из Швейцарии и 1 из Лихтенштейна. Чемпион Челлендж-лиги 2020/2021 «Грассхоппер» вышел в Швейцарскую Суперлигу. Его заменил лихтенштейнский «Вадуц», который вылетел в Челлендж-лигу спустя один сезон, заняв последнее место в швейцарской Суперлиге по итогам сезона 2020/2021. В Промоушен-лигу вылетел клуб «Кьяссо», занявший последнее место в прошлом сезоне, его заменил «Ивердон-Спорт».
| Команда           | Город          | Стадион                 | Вместимость |
| ----------------- | -------------- | ----------------------- | ----------- |
| Арау              | Арау           | Брюгглифельд            | 8000        |
| Винтертур         | Винтертур      | Шютценвизе              | 14987       |
| Вадуц             | Вадуц          | Райнпарк                | 7584        |
| Ивердон-Спорт     | Ивердон-ле-Бен | Мунисипаль              | 5360        |
| Стад Лозанна Уши  | Лозанна        | Олимпик де ла Понтез    | 15850       |
| Нёвшатель Ксамакс | Нёвшатель      | Стад де ля Маладьер     | 12500       |
| Шаффхаузен        | Шаффхаузен     | Вефокс Арена Шаффхаузен | 8200        |
| Тун               | Тун            | Стокгорн-Арена          | 10014       |
| Виль              | Виль           | Бергхольц               | 6958        |
| Кринс             | Кринс          | Кляйнфельд              | 3500        |

## Итоговая таблица
| М  | Команда          | И  | В  | Н  | П  | Мячи    | ±   | О  | Примечания                                      |
| -- | ---------------- | -- | -- | -- | -- | ------- | --- | -- | ----------------------------------------------- |
| 1  | Винтертур        | 36 | 18 | 11 | 7  | 76 − 45 | +31 | 65 | Выход в Суперлигу 2022/2023                     |
| 2  | Шаффхаузен       | 36 | 19 | 8  | 9  | 73 − 49 | +24 | 65 | Стыковые матчи                                  |
| 3  | Арау             | 36 | 20 | 5  | 11 | 67 − 47 | +20 | 65 |                                                 |
| 4  | Вадуц            | 36 | 18 | 6  | 12 | 68 − 58 | +10 | 60 | Квалификация в 1-й квал. раунд Лиги конференций |
| 5  | Тун              | 36 | 17 | 5  | 14 | 62 − 57 | +5  | 56 |                                                 |
| 6  | Ксамакс          | 36 | 14 | 8  | 14 | 56 − 54 | +2  | 50 |                                                 |
| 7  | Стад Лозанна Уши | 36 | 12 | 8  | 16 | 46 − 50 | −4  | 44 |                                                 |
| 8  | Ивердон-Спорт    | 36 | 11 | 11 | 14 | 44 − 52 | −8  | 44 |                                                 |
| 9  | Виль             | 36 | 11 | 8  | 17 | 68 − 80 | −12 | 41 |                                                 |
| 10 | Кринс            | 36 | 3  | 4  | 29 | 25 − 93 | −68 | 13 | Вылет в Промоушен-лигу                          |

И — игры, В — выигрыши, Н — ничьи, П — проигрыши, Мячи — забитые и пропущенные голы, ± — разница голов, О — очки

Источник: Schweizer Challenge League.

Правила классификации: 1) очки; 2) разница мячей; 3) забитые голы; 4) разница мячей в личных встречах; 5) забитые голы на выезде; 6) ничьи.

## Стыковые матчи
В стыковых матчах участвовал клуб «Шаффхаузен», занявший второе место в Челлендж-лиге и клуб «Люцерн», занявший девятое место в Суперлиге.

### Первый матч
| Люцерн                                 | 2:0     | Шаффхазуен |
| -------------------------------------- | ------- | ---------- |
| - Марвин Шульц 19′ - Филип Угринич 70′ | (отчёт) |            |

### Второй матч
| Шаффхаузен                                   | 2:2     | Люцерн                              |
| -------------------------------------------- | ------- | ----------------------------------- |
| - Рауль Бобадилья 11′ - Данило Дель Торо 71′ | (отчёт) | - Марвин Шульц 4′ - Ардон Яшари 54′ |

Люцерн сохранил место в Суперлиге, победив с общим счётом 4:2.

## Бомбардиры
| Место | Игрок           | Клуб             | Голы |
| ----- | --------------- | ---------------- | ---- |
| 1     | Хоакин Ардаис   | Шаффхаузен       | 20   |
| 2     | Кевин Спадануда | Арау             | 18   |
| 3     | Симон Рапп      | Вадуц            | 16   |
| 3     | Роман Бюсс      | Шаффхаузен       | 16   |
| 3     | Брайтон Лабо    | Стад Лозанна Уши | 16   |
| 4     | Чичек Тунахан   | Вадуц            | 14   |
| 4     | Рафаэль Нуццоло | Ксамакс          | 14   |
| 4     | Валон Фазли     | Арау             | 14   |
| 4     | Софьян Бахлуль  | Виль             | 14   |
| 5     | Коро Коне       | Ивердон-Спорт    | 13   |

## Комментарии
1. ↑  Домашний стадион клуба «Стад Лозанна Уши» «Стаде Хуан-Антонио-Самаранч» в Лозанне не отвечает требованиям Челлендж-лиги по вместимости, поэтому клуб играет на стадионе «Олимпик де ла Понтез» в Лозанне.[1]